# A. Howard Grøn
Alfred Rowland Howard Grøn (23. december 1894 i København – 13. februar 1967 sammesteds) var en dansk dr.polit. og professor i skovbrug ved Den Kongelige Veterinær- og Landbohøjskole.
Howard Grøn var søn af stiftamtmand, kammerherre Rowland Howard Grøn og hustru Ida f. Hansen, blev student fra Viborg Katedralskole 1913 og tog filosofikum 1914. Han blev ansat i firmaet M.E. Grøn & Søn 1914-16 og var på studieophold ved Harvard Universitetet i USA 1916-17. Han blev ansat i Privatbanken 1917-18 og blev forstkandidat 1923, var assistent ved Dansk Skovforenings gødningsforsøg 1924, ved Landbohøjskolens skovbrugsundervisning 1925, kst. skovrider ved Sorø Akademi 1926, på studieophold i Schweiz, Frankrig og Tyskland som Rockefeller-stipendiat 1927, blev professor i skovbrug ved Landbohøjskolen 1930, trådt uden for nr. 1954, blev dr.polit. fra Københavns Universitet 1931 og administrator af Løvenholm gods 1951.
Han var medlem af bestyrelsen for Danske Forstkandidaters Forening 1924-35, for A/S Kagstrup Kalkværk 1934, for A/S M.E. Grøn & Søn 1939 og for M.E. Grøns og Hustrus familiefideikommisser og for det Grønske fideikommis 1937, medlem af direktionen for Løvenholm Fonden og af bestyrelsen for Gammel Estrup, Jyllands herregårdsmuseum 1951, medlem af Akademiet for de Tekniske Videnskaber 1937, formand for dettes gruppe VI 1943-48, medlem af den forstlige forsøgskommission 1944-54; præsident for Nordisk Skovunion 1946-50, modtog Svenska Skogsvårdförenings fortjenstmedalje 1947 og Norsk Forstmannsforenings fortjenstmedalje 1948; medlem af Kungliga Lantbruksakademien i Stockholm 1949, æresmedlem af Det norske Skogselskap 1950; æresdoktor i forstvidenskab ved Stockholms Högskola 1957. Han blev Ridder af Dannebrog 1941, Dannebrogsmand 1950 og Kommandør af Danneborg 1964.
Grøn blev gift 12. marts 1919 med Emmy Louise f. Thielsen, f. 10. juli 1895 i Charlottenlund, datter af Frihavnsdirektør Evald Thielsen og hustru Olga f. Plenge.
Han er begravet på Vedbæk Kirkegård.

## Forfatterskab
- Skov og Folk (1925)
- Den almindelige Skovøkonomis Teori (disputats, 1931)
- Hvad Nytte er Skoven til? (1933)
- Skoven og Mennesket gennem de vekslende Tider (1934)
- Skovbrugets teoretiske Driftsøkonomi (1943)
- Skovvurdering (1944)
- Skovbrugets Driftsregistrering og -budgettering (1945)
- afhandlinger i Dansk Skovforenings Tidsskrift, i Hedeselskabets Tidsskrift, i Nationaløkonomisk Tidsskrift, i Dansk Biografisk Leksikon samt i udenlandske tidsskrifter.